# Mary Kay
Mary Kay je americká kosmetická společnost prodávající produkty pomocí přímého prodeje. Světové ústředí Mary Kay je umístěno ve městě Addison na předměstí Dallasu ve státě Texas v USA. Společnost byla založena v roce 1963 Mary Kay Ash (12. květen 1918 – 22. listopad 2001).
Syn zakladatelky Richard Rogers je výkonným prezidentem společnosti. V roce 2006 byl jmenován prezidentem a generálním ředitelem[ujasnit] David Holl.
Přípravky Mary Kay jsou prodávány ve více než 35 zemích světa s celkovým ročním obratem 4 miliardy dolarů, celkový počet prodejců překročil[kdy?] hranici 3,5 milionu.

## Aktivita v ČR a SR
V České republice sídlí pobočka Mary Kay v Praze a na Slovensku v Bratislavě. Generální ředitelku pro Českou a Slovenskou republiku je Edita Szabóová. V České republice Mary Kay podporuje nadaci Fond ohrožených dětí a na Slovensku OZ Orin Panacea - Priatelia detskej onkológie.[zdroj?]

## Historie

### 2019
Katherine Weng se stala Generální manažerkou pro trhy v Číně. V srpnu 2019 nadace The Mary Kay Foundation deklarovala podporu ve výši 500 000 USD na výzkum léčby rakoviny u žen. Organizace Look Good Feel Better® (LGFB), která je zaměřena na pomoc ženám a dospívajícím při zvládnutí dopadů rakoviny a její léčby, jmenovala generální ředitelku Mary Kay Cosmetics Ltd. Lyndu Rose za předsedkyní představenstva. Na události 2019 Sunscreen Symposium, kterou pořádá Society of Cosmetic Chemists, představila společnost Mary Kay výzkum Suncare Research, který byl zaměřen na úpravu viskozity opalovacího krému. V říjnu 2019 společnost May Kay Inc. oznámila vznik akcelerátoru pro podporu podnikání žen. Iniciativa je spolutvořena se šesti agenturami OSN: Ženy OSN, Úřad OSN pro partnerství (UNOP), Mezinárodní organizace práce (ILO), Mezinárodní obchodní centrum (ITC), Globální dohoda OSN (UNGC) a Spojené státy americké Program rozvoje národů (UNDP). 11. listopadu společnost oznámila, že nadace Mary Kay FoundationSM získal více než 3 miliony USD na výzkumu rakoviny a domácí násilí. 21. listopadu Mary Kay oznámila, že žaluje společnost Ulta z krádeže ochranné známky “LASH LOVE”.

### 2020
28. února společnost oznámila zahájení spolupráce s organizací Sustainable Packaging Initiative for CosmEtics (SPICE) s cílem zajistit pro své výrobky udržitelné ekologické balení. 6. března společnost Mary Kay oznámila, že se stahuje z trhů v Austrálii a na Novém Zélandu. Důvodem byly slabé obchodní výsledky.